# Lesbian Concentrate
Lesbian Concentrate: A Lesbianthology of Songs and Poems es una compilación de música y palabras habladas de artistas lesbianas. Fue lanzado por Olivia Records en 1977 en respuesta a la cruzada anti-LGTB de Anita Bryant, llamada Save Our Children.

## Recepción de la crítica
Country in Lesbian Tide describió el álbum como «político y cultural, además de entretenido», que «te dejaría hechizado». Ilona Laney en The Body Politic dijo que Lesbian Concentrate era «el mejor disco para regalarle a alguien como su primer álbum de música femenina». En Off our backs, Mer describió el álbum como una «bolsa mixta… pero también es una afirmación de la diversidad, una sorprendente convergencia de diferentes expresiones de mujeres». La académica de estudios de la mujer Bonnie J. Morris calificó el álbum como «el más diverso racial y estilísticamente» de la música femenina.
La portada del álbum, una referencia al papel de Bryant como portavoz de la Comisión de Cítricos de Florida, recibió mayor atención a partir de 2018, debido a su inclusión en varias listas de las «peores portadas de álbumes de la historia».